# Ходаков (хутор)
Ходако́в — хутор в Чертковском районе Ростовской области.
Входит в состав Шептуховского сельского поселения.

## География
Расположен недалеко от границы с Украиной.

## Население
| 2010 |
| ---- |
| 60   |

## Улицы
- ул. Молодёжная,
- ул. Московская,
- ул. Садовая.